# Pandalus kessleri
Pandalus kessleri är en kräftdjursart som beskrevs av Voldemar Czerniavsky 1878. Pandalus kessleri ingår i släktet Pandalus och familjen Pandalidae. Inga underarter finns listade i Catalogue of Life.